# Johann Evangelist Haydn
Johann Evangelist Haydn (23 décembre 1743 - 10 mai 1805) est un chanteur ténor de l'ère classique ; le frère cadet des compositeurs Joseph Haydn et Michael Haydn. Il est souvent appelé "Hansl", un diminutif de "Johann".

## Biographie
Johann est le onzième enfant de Mathias Haydn et d'Anna Maria Koller Haydn (Joseph est le deuxième et Michael le sixième). Sa formation professionnelle est probablement mixte (musicale et artisanale). Selon Albert Christoph Dies, l'un des premiers biographes de Joseph Haydn, Johann suit ses frères aînés en tant qu'enfant de chœur à la cathédrale Saint-Étienne de Vienne. Cependant, Rosemary Hughes indique que Johann a également été formé au métier de son père Mathias, à savoir celui de charron.
Hughes décrit Johann comme étant « délicat et tout à fait incapable de diriger les affaires de son père ». En 1763, le père de Johann meurt, laissant un testament spécifiant une distribution financière anticipée à Johann, avant le partage formel de la succession ; comme le suggère Jones, cela indique qu'il n'était pas encore en mesure de subvenir à ses besoins.
En 1765, après le remariage de sa belle-mère, Johann quitte la maison et rejoint son frère Joseph, qui est alors employé à Eisenstadt comme Kapellmeister de la famille Esterházy. Joseph accueille son jeune frère chez lui et lui trouve un poste de ténor dans la chorale de l'église des Esterházy. Johann travaille sans salaire, soutenu par son frère, pendant six ans, après quoi il touche un petit salaire, que Joseph complète.
Johann n'est apparemment pas un chanteur très accompli. Le compositeur Antonio Salieri fait un jour remarquer à propos d'un élève qu'il « chantait par le nez comme Hansl Haydn ». C'est peut-être pour cette raison que ses services à la famille Esterházy se limitent à la musique d'église ; il n'est recruté pour jouer dans aucun des nombreux opéras dirigés par Joseph à partir des années 1770. Johann a enseigné et a peut-être été mis en service de temps en temps comme copiste de musique d'urgence.
Il est possible que Johann ait été payé comme chanteur en faveur de Joseph ; on peut avancer que l'employeur de Haydn à l'époque (le prince Nikolaus Esterházy) estimait suffisamment les services de Haydn pour prendre de telles dispositions. Le prince maintiendra d'ailleurs sur sa liste de paie une autre chanteuse médiocre, la maîtresse de Haydn, Luigia Polzelli.
Johann perd brièvement son emploi en 1775 lorsqu'une « infraction mineure » lui attire la colère du directeur des domaines du prince Nikolaus, le colérique Peter Ludwig von Rahier. Sa position est rétablie grâce à l'intervention de Joseph Haydn. Johann est de nouveau au chômage de 1790 (lorsque le prince Anton Esterházy succède à Nikolaus et abolit la majeure partie de l'établissement musical de la famille) jusqu'en 1795 (lorsque le successeur d'Anton, Nikolaus II, le relance). On ne sait rien de ce que Johann a fait pendant cette période. 
Après sa réintégration, il resta au service de la famille Esterházy pour le reste de sa vie et mourut à Eisenstadt à l'âge de 63 ans.